# Челикхан
Челикхан (на турски: Çelikhan, на кюрдски: Komaşir) е град във вилает Адъяман, Турция. Той е седалище на околия Челикхан. Градът е населен предимно от кюрди от племето решван и към 2021 г. има население от 8473 души.